# Gerichtsbezirk Mahrenberg
Der Gerichtsbezirk Mahrenberg (slowenisch Radlje ob Dravi) war ein dem Bezirksgericht Mahrenberg unterstehender Gerichtsbezirk im Herzogtum Steiermark. Er umfasste Teile des politischen Bezirks Windischgraz (Slovenji Gradec) und wurde 1919/20 dem Königreich der Serben, Kroaten und Slowenen (später „Jugoslawien“) zugeschlagen.

## Geschichte
Der Gerichtsbezirk Mahrenberg wurde durch eine 1849 beschlossene Kundmachung der Landes-Gerichts-Einführungs-Kommission geschaffen und umfasste ursprünglich die 13 Gemeinden Fresen, Mahrenberg, Markt Hohenmauthen, Oberfeising, Pernitzen, Remschnig, Saldenhofen, Sobath, St. Daniel, St. Primon bei Hohenmauthen, St. Primon am Bachern, Untergegenthal und Wuchern.
Der Gerichtsbezirk Mahrenberg bildete im Zuge der Trennung der politischen von der judikativen Verwaltung ab 1868 gemeinsam mit den Gerichtsbezirken Schönstein und Windischgraz den Bezirk Windischgraz.
Der Gerichtsbezirk wies 1910 eine Bevölkerung von 15.239 Personen auf, von denen 4.724 Deutsch (30,9 %) und 10.348 (67,9 %) Slowenisch als Umgangssprache angaben.
Durch die Grenzbestimmungen des am 10. September 1919 abgeschlossenen Vertrages von Saint-Germain wurde der Gerichtsbezirk Mahrenberg großteils dem Königreich Jugoslawien zugewiesen. Lediglich die Gemeinde Soboth sowie Teile der Ortsgemeinden Oberfeising, Pernitzen und Sankt Primon ob Hohenmauthen verblieben bei Österreich.
Per 1. Jänner 1928 wurden Soboth sowie die aus den übrigen Ortsteilen gebildeten Gemeinden Laaken und Rothwein sowie das der Gemeinde Stammeregg zugewiesene Teilstück der Katastralgemeinde Heiligendreikönig (ehemalige Gemeinde Oberfeising) dem Gerichtsbezirk Eibiswald zugewiesen.

## Gerichtssprengel
Der Gerichtssprengel Mahrenberg umfasste vor seiner Auflösung die 16 Gemeinden Fresen (Brezje/Brezno), Gegenthal (Gortina), Hohenmauthen (Muta), Johannesberg (Janeževa Gorica), Mahrenberg (Marenberg), Oberfeising (Zgornja Vižinga), Pernitzen (Pernice), Reifnig (Ribnica), Remschnig (Remšnik), Saldenhofen (Vuzenica), St. Anton am Bachern (Sveti Anton na Pohorju), St. Primon ob Hohenmauthen (Sveti Primož nad Muto), Soboth (Sobota), Trofin (Trbonje) und Wuchern (Vuhred).